# アフリカゴールデンキャット
アフリカゴールデンキャット（Caracal aurata）は、ネコ科に分類される哺乳類の一種である。

## 分布
アンゴラ、ウガンダ、ガーナ、ガボン、カメルーン、ギニア、コートジボワール、コンゴ共和国、コンゴ民主共和国、シエラレオネ、赤道ギニア、中央アフリカ共和国、ナイジェリア、リベリア

## 形態
体長61 - 102センチメートル。尾長16 - 46センチメートル。体重3 - 18キログラム。全身は光沢のある短い体毛で被われる。背面の毛衣は黄褐色だが、灰色や黒などの個体もいる。腹面の毛衣は白や淡黄色で、体側面から腹面にかけて暗色の斑点が入る。

## 分類
本種のみでProfelis属を構成する説もある。分子系統解析からカラカルと単系統群を形成すると推定され、Caracal属に含める説もある。
2005年現在2亜種に分ける説がある。
Caracal aurata aurata (Temminck, 1827) ニシアフリカゴールデンキャット
斑紋が明瞭。
Caracal aurata cottoni (Lydekker, 1907) ヒガシゴールデンキャット
斑紋が不明瞭。

## 生態
熱帯雨林に生息するが、湿地林やウガンダからケニアにかけての標高3,500メートル以上の山地森林に生息することもある。樹上棲。薄明薄暮時・昼間でも狩りが観察された例はあるが、夜行性と考えられている。
食性は動物食で、齧歯類・サル類・ウシ科などの哺乳類、鳥類などを食べ、魚類を食べた例もある。コンゴ民主共和国北東部のIturiでの60個の糞の内容物調査では70%に齧歯類、25%にアオダイカーPhilantomba monticola、18%に鳥類、12%にテングハネジネズミRhynchocyon cirnei、7%にベーツアンテロープNeotragus batesi、5%にオナガザル属Cercopithecusが含まれるという報告例がある。捕食者はヒョウが挙げられる。
野生での繁殖に関する知見はなく飼育下の情報に基づく。妊娠期間は75 - 78日。1 - 2匹（まれに3匹）の幼獣を産む。生後1週間で開眼する。オスは生後18か月、メスは生後11か月で性成熟する。飼育下での寿命は15年。

## 人間との関係
森林伐採や道路建設、採掘による生息地の破壊、狩猟などにより生息数は減少している。
日本では特定動物に指定されている。